# Чубаровы
Чубаровы (Чюбаровы, Чубаревы) — древний дворянский род.
Предки рода жалованы поместьями (1578). В битве под Кесию погиб Никита Чубаров (июль 1578).
Род записан в VI часть родословных книг: Костромской, Московской, Орловской и Тамбовской губерний.
Есть ещё несколько дворянских родов Чубаровых, более позднего происхождения.

## Описание герба
В щите, имеющем красное поле, изображён чёрный одноглавый Орёл с распростёртыми крыльями, держащий в лапе серебряную Шпагу; под Орлом виден серебряный Шлем украшенный Страусовыми перьями, а по сторонам Орлиной главы означены две шестиугольных серебряных Звезды.
Щит увенчан дворянскими шлемом и короной. Нашлемник: три страусовых пера. Намёт на щите красный и чёрный, подложенный серебром. Герб рода Чубаровых внесён в Часть 3 Общего гербовника дворянских родов Всероссийской империи, стр. 39.

## Известные представители
- Чубаров Алексей Терентьевич — воевода в Брянске (1614-1615), Ряжске (1615-1616), Данкове (1617-1618), Касимове (1625-1626), Пронске (1627 и 1629),  Михайлове (1635).
- Чубаров Алексей Смирново — мещерский городовой дворянин (1627-1629), московский дворянин (1636-1640).
- Чубаров Гаврила Смирново — московский дворянин (1640-1658).
- Чубаров Дмитрий Алексеевич — стряпчий (1640).
- Чубаров Степан — дьяк (1640-1658).
- Чубаров Матвей — воевода в Каменном (1665).
- Чубаров Иван Савельевич — стольник царицы Натальи Кирилловны (1692).
- Чубаровы: Степан Афанасьевич и Семён Иванович — стольники царицы Прасковьи Фёдоровны (1692-1693).
- Чубаровы: Фёдор Никифорович, Фёдор Никитич, Сергей Матвеевич, Савва Гаврилович — московские дворяне (1658-1692).
- Чубаровы: Андрей Алексеевич, Алексей Иванович, Александр Саввинович — стряпчие (1658-1694).
- Чубаров Афанасий Алексеевич — стольник (1686-1692).
- Чубаровы: подпоручики Смоленского и Черниговского пехотных полков погибли в сражении под Смоленском (04-07 августа 1812), их имена занесены на стену храма Христа Спасителя в г. Москва.[4][1][5].